# Паппас, Стефан
Сте́фан А. Па́ппас (англ. Stephan A. Pappas; род. 14 декабря 1950, Шайенн, Вайоминг, США) — американский архитектор, бизнесмен и политик-республиканец, член Сената Вайоминга от 7-го избирательного округа (с 2015 года). Бригадный генерал Военно-воздушных сил США в отставке. Член Американского института архитекторов.

## Биография
Родился 14 декабря 1950 года в Шайенне (Вайоминг, США) в греческой семье.
В 1969 году окончил среднюю школу в Шайенне.
В 1969—1972 годах посещал Вайомингский университет, где специализировался на физике и архитектурной инженерии.
В 1973 году окончил Университет Нью-Мексико со степенью бакалавра изящных искусств в области архитектуры.
В 1978 году получил степень бакалавра архитектуры в Университете штата Аризона. Активно участвовал в студенческой жизни вуза.
В 1985 году поступил на службу в Военно-воздушные силы США. На протяжении почти 24 лет служил в ВВС Национальной гвардии штата Вайоминг (WY ANG). В 2009 году вышел в отставку в качестве заместителя генерал-адъютанта WY ANG в звании бригадного генерала.

### Карьера
С 1982 года — президент и CEO архитектурной фирмы/профессиональной корпорации «Pappas & Pappas Architects, P.C.».
С 2015 года — член Сената штата Вайоминг от 7-го избирательного округа.

#### Участие в комитетах
- Комитет по вопросам корпораций, выборов и политического подразделения
- Комитет по вопросам образования
- Комитет по вопросам совместного обучения
- Специальный комитет по вопросам школьной инфраструктуры

Сторонник сохранения исторического значения термина «брак» как союза между мужчиной и женщиной. При этом, по мнению Паппаса, для определения однополого союза необходимо ввести иной термин с предоставлением аналогичных для гетеросексуальных супружеских пар прав. Противник закона, запрещающего однополые браки.

## Награды и признание

### Военные награды США
| | Бронзовый пучок дубовых листьев              |                            |
| | Литера «V» · Бронзовый пучок дубовых листьев | Бронзовая звезда за службу |
| Бронзовый пучок дубовых листьев · Бронзовый пучок дубовых листьев · Бронзовый пучок дубовых листьев · Бронзовый пучок дубовых листьев |                                              | Бронзовая звезда за службу |

Сверху вниз, слева направо:
- Первый ряд: Медаль «За похвальную службу» Вооружённых сил, Похвальная медаль Военно-воздушных сил с одним бронзовым пучком дубовых листьев, Похвальная медаль Армии.
- Второй ряд: Медаль «За достижения» Военно-воздушных сил[англ.], Награда ВВС за успехи в боевой подготовке подразделения[англ.] с одной бронзовой литерой «V» и одним бронзовым пучком дубовых листьев, Медаль «За службу национальной обороне» с одной бронзовой звездой за службу.
- Третий ряд: Награда ВВС «За долголетнюю службу»[англ.] с четырьмя бронзовыми пучками дубовых листьев, Медаль «За службу в резерве вооружённых сил» с одной бронзовой литерой «М» и (?), Нашивка отличника общей стрелковой подготовки[англ.] с одной бронзовой звездой за службу.

### Другие награды

#### Ассоциация ВВС
- 1998 — Medal of Merit
- 2000, 2015 — Distinguished Service Award
- 2006 — Presidential Citation

## Личная жизнь
В браке с супругой Кей Паппас имеет сыновей Кристофера и Грегори, и дочь Алексис.
Прихожанин греческой православной церкви. В прошлом — член, секретарь, казначей, вице-президент и президент Совета попечителей церкви.
Участвует в жизни греческой общины США.
Увлекается рыбалкой (ловля нахлыстом), фотографией и путешествиями.